# Kathedraal van San Juan de Albacete
De Kathedraal van San Juan de Albacete is een kathedraal in Albacete, Spanje, die is opgedragen aan Johannes de Doper. De bouw van de kathedraal begon in 1515 en zou dienen als vervanger van de oude Moorse moskee. Doordat in de zeventiende eeuw enkele van de gotische gewelven instortten, werden deze vervangen door de huidige barokke gewelven. De kathedraal is hierdoor een bouwwerk van meerdere bouwstijlen. 
Sinds 26 maart 1982 maakt de Catedral de San Juan de Albacete deel uit van de "Bien de Interés Cultural", het Spaanse register voor cultureel erfgoed. 